# Willy Mehlhorn
Willy Mehlhorn (teilweise auch: Willi Mehlhorn; * 11. Januar 1892 in Hartenstein/Sachsen; † 5. September 1963 ebenda) war ein deutscher Politiker (KPD/SED). Er war Abgeordneter des Sächsischen Landtages in der Endphase der Weimarer Republik und nach dem Krieg Vorsitzender der SED Zwickau.

## Leben
Mehlhorn entstammte einer Arbeiterfamilie. Er war selbst als Land- und Bergarbeiter tätig. Im Ersten Weltkrieg musste er Kriegsdienst leisten. 1917 trat er der SPD, 1920 der KPD bei. Er war Mitglied des Bergarbeiterverbandes und später der Revolutionären Gewerkschafts-Opposition (RGO). Während des Kapp-Putsches 1920 spielte Mehlhorn eine hervorragende Rolle beim Aufbau der Arbeiterwehren im Zwickau-Oelsnitzer-Kohlenrevier. Ab 1923 wirkte er als Vorsitzender des Gesamtbetriebsrats der Grube „Deutschland“ in Oelsnitz. Mehlhorn war Mitglied der Stadtverordnetenversammlung von Zwickau und wurde 1930 in den Sächsischen Landtag gewählt, dem er bis 1933 angehörte. 1931 war er Leiter des KPD-Unterbezirks Zwickau. Vom Januar bis Juni 1932 fungierte er als Orgleiter der KPD in Dresden. Im September 1932 wurde er – als Nachfolger von Johann Knöchel – Leiter des Kampfbundes gegen den Faschismus in Sachsen.
Nach der „Machtergreifung“ der Nationalsozialisten arbeitete er ab Februar illegal als Polleiter des KPD-Bezirks Westsachsen. Am 14. Mai 1933 fand eine Beratung der Bezirksleitung in der Sächsischen Schweiz am Brand statt. An dieser nahmen neben Mehlhorn auch Karl Ferlemann, Kurt Kretzschmar, Rudolf Lindau, Widmayer, Oskar Plenge, Martin Schneider und Otto Heinig teil.  Anfang November 1933 wurde Mehlhorn verhaftet. Er wurde ins KZ Hohnstein verschleppt und am 17. November 1934 vom Volksgerichtshof zu drei Jahren Zuchthaus verurteilt. Im Dezember 1936 wurde Mehlhorn zwar aus dem Zuchthaus Waldheim entlassen, aber sofort in sogenannte „Schutzhaft“ genommen und im KZ Sachsenburg und später im KZ Buchenwald inhaftiert. Nach seiner Entlassung im April 1939 war Mehlhorn wieder als Bergarbeiter tätig. Am 22. August 1944 wurde er im Rahmen der „Aktion Gewitter“ erneut verhaftet und verbrachte drei Monate in „Schutzhaft“. Mehlhorn lebte anschließend bis zum Einmarsch US-amerikanischer Truppen in der Illegalität.
Nach dem Krieg war er 1945 zunächst Sekretär des KPD-Unterbezirks Zwickau und dann 1946/47 Vorsitzender der SED Zwickau, später dann Kommunalsekretär. Im Mai 1948 wurde er Werkleiter des Steinkohlewerks „Karl Liebknecht“ in Oelsnitz. Ab 1951 war Mehlhorn Invalidenrentner.

## Auszeichnungen und Ehrungen
- Medaille für Kämpfer gegen den Faschismus 1933 bis 1945 (1958)
- Vaterländischer Verdienstorden in Silber (1958)[2]
- In Lugau und Zwickau-Auerbach waren Oberschulen nach ihm benannt, 1986 erhielt auch die Betriebsberufsschule des VEB Bau- und Montagekombinat (BMK) Süd in Zwickau den Ehrennamen „Willy Mehlhorn“.[3]